# Cserhátszentiván
Cserhátszentiván è un comune dell'Ungheria di 170 abitanti (dati 2001). È situato nella contea di Nógrád.